# Antic Mercat Municipal del Masnou
Antic Mercat Municipal del Masnou (també anomenat Mercat Vell) és un mercat, ja enderrocat, del municipi del Masnou (Maresme) inclòs en l'Inventari del Patrimoni Arquitectònic de Catalunya.

## Descripció
El mercat vell era un lloc públic destinat a la venda dels productes alimentaris, anomenat també plaça. Tenia una gran planta rectangular coberta per una gran volta d'uralita suportada per bigues corbades mixtes de fusta i gelosia de ferro laminat que realitzen la funció de cavall de teulada. No hi havia cap mena de divisió de l'espai intern. La part frontal del mercat i la posterior, situada sota teulada, estava realitzada amb fusta. El sistema d'il·luminació constava d'una claraboia central i vuit finestres, quatre a la façana i quatre a la part superior.
El mercat resultava poc pràctic, ja que no existia prou espai per la càrrega i descàrrega al davant de la porta d'entrada, que estava arran de la carretera Nacional II.

## Història
El mercat es va construir l'any 1933. L'edifici va ser mercat municipal del 1934 al 1995, quan es va traslladar als terrenys de l'antic escorxador del Masnou. L'any 2009 van començar les obres per enderrocar l'edifici del Mercat Vell i convertir-lo en una plaça de 900 metres quadrats i en un aparcament soterrani per a 45 vehicles. S'hi van construir també tres habitatges i un petit local comercial.